# Dan Schneider
Daniel James Schneider (Memphis, Tennessee, 1966. január 14. –) amerikai televíziós producer, forgatókönyvíró, színész. A nyolcvanas-kilencvenes években több filmben és tévésorozatban kapott mellékszerepeket, utána több sorozatot is készített. A Schneider's Bakery nevű cég alapítója. Munkái közé tartozik a Tesóm nyakán című műsor, amelyet a The WB számára készített. Leginkább a Nickelodeon számára készített sorozatairól ismert: Sok hűhó, Amanda show, Drake és Josh, Zoey 101, iCarly, és V, mint Viktória. Ő készítette továbbá a Sam és Cat, Veszélyes Henry, Game Shakers illetve Veszélyes Tini kalandjai című sorozatokat is, szintén a Nickelodeonnak. 2018 márciusában Schneider kilépett a Nickelodeontól.
A The New York Timesnak adott 2021-es interjújában elmondta, hogy készített egy új pilot epizódot, amelyet már eladott egy másik csatornának.

## Élete
Memphisben, Tennessee államban nőtt fel. Szülei Harry és Carol Schneider voltak. Kis ideig a Harvard Egyetemen tanult. Miután visszatért Memphisbe, számítógépeket kezdett javítani. Nem sokkal később Los Angelesbe költözött, hogy el tudjon helyezkedni a szórakoztatóiparban.
A nyolcvanas években több ismeretlen filmben és sorozatban játszott mellékszerepeket.
1988-ban a második Kids’ Choice Awards házigazdája volt. Itt találkozott össze a Nickelodeon egyik emberével, Albie Hechttel. 1993-ban Hecht felfogadta Schneidert, hogy készítsen egy gyerekeknek szóló szkeccsműsort; ez lett a Sok hűhó.
2002-ben házasodott össze Lisa Lillien bloggerrel. Ők a Nickelodeonnál ismerték meg egymást a kilencvenes években.

## Csend a forgatáson – A gyerektévé sötét oldala
A Csend a forgatáson – A gyerektévé sötét oldala című dokumentumfilm-sorozat több aggályos dologra mutat rá Dan Schneiderrel kapcsolatban, többek közt a gyerekszínészekkel való túlságosan közvetlen kapcsolatára, és a szexuális jellegű vicceire.
Több jelenet fókuszában álltak lábak, és több esetben szexualizálták a fiatal színésznőket.
Ashley Banks Twitteren gyanúsította meg Schneidert, hogy teherbe ejtette az akkor 13 éves Amanda Bynest (az Amanda show sztárját) aki ezután abortuszon esett át. Ezt sem Bynes, sem Schneider nem erősítette meg. Ezután Schneider egy jelenetben perecárusként jelent meg, azt mondta Amandának, "üres hassal nem lehet műsort csinálni", majd egy ajándék csecsemőt dugott a kezébe.
Jenette McCurdy, az Icarly és Sam&Cat színésze, a 2022-ben megjelenő önéletrajzi regényében arról beszél, hogy Dan ragaszkodott hozzá, hogy az akkor 15 éves színésznő akarata ellenére bikinit viseljen egy jelenetben. Előfordult, hogy alkoholt adott, és többször a vállát masszirozta az akkor még kiskorú Jennette-nek.
Ariana Grande több szexualizált jelenetben is szerepelt, például, ahol a dekoltázsát vízzel locsolja, vagy ahol egy krumpliból próbál "levet facsarni".
Drake Bell, az Amanda-Show szereplője szexuális abúzust élt át Schneider idején, Brian Peck "dialogue coach" által, akit később 16 hónapra el is ítéltek, gyermekkel szembeni szexuális bűncselekedet miatt.
Schneider reagált a dokumentumfilmben elhangzottakra, annyit mondott, hogy szembenéz a múltban elkövetett cselekedeteivel, több dolog valóban aggályos szerinte is, és mély sajnálatát fejezi ki az érintettekkel szemben.